# The New Adventures of Zorro (1997)
The New Adventures of Zorro is een Amerikaanse animatieserie gebaseerd op het personage Zorro. De serie liep van september 1997 t/m december 1998 met een totaal van 26 afleveringen.

## Verhaal
Zorro, alias Don Diego de la Vega, bind de strijd aan met Kapitein Montecero, het hoofd van het Los Angeles’ garnizoen. Hij wordt bijgestaan door Isabella, Don Nacho (de zoon van een buurman van de La Vega’s), zijn trouwe doofstomme bediende Bernardo en zijn paard Tornado. Andere vaste personages in de serie zijn een Indiaanse tovenares en een assortiment van geesten. Verder bevat de serie futuristische mechanische gadgets.

## Rolverdeling
- Earl Boen ... Captain Montecero
- Jeannie Elias ... Isabella
- Pat Fraley ... Don Alejandro
- Michael Gough ... Don Diego / Zorro
- Tony Pope ... Sgt Garcia

## Afleveringen

### Seizoen 1
1. To Catch A Fox
2. Sting Of The Serpent God
3. Night Of The Tolchen
4. The Beast Within
5. The Enforcer
6. Two Zorros Are Better than One
7. Tar Pit Terror
8. A King's Ransom
9. The Pirates Of San Pedro
10. The Anti Zorro
11. Valley Of The Manbeast
12. The Revenge Of The Panther
13. The Iron Man

### Seizoen 2
1. The Samurai and the Sorcerer
2. The Poison Pen
3. Vision of Darkness
4. The Case of the Masked Marauder
5. Return of the Conquistadors
6. The Hunter
7. The Raiding Party
8. The Four Horsemen
9. The Nightmare Express
10. The Ice Monster Cometh
11. The Secret of El Zorro
12. The Nordic Quest
13. Adios, Mi Capitan